# Эминхюр
Эминхюр (лезг. Эминан Хуьр) — село в Сулейман-Стальском районе Дагестан.
Образует сельское поселение село Эминхюр как единственный населённый пункт в его составе.

## География
Село расположено на федеральной трассе «Кавказ», в 17 км северо-восточнее районного центра села Касумкент.

## Название
Эминхюр в переводе с лезгинского языка означает — Село Эмина. Прежнее название — Аламише, то есть «место, где есть огромный лес».

## История
Село Аламише образовано в 1966 году путём переселения на равнину жителей разрушенных землетрясением горных аулов — Хутарг, Бигер, Цицер, Киан, Ялцугар, Эвигар, Хпитар. До 1976 годы село являлось 3-м отделением совхоза «Коммуна», с 1976 по 1979 годы 2-им отделением совхоза «Зардиянский». С июля 1979 года в Аламише было образовано самостоятельное хозяйство — совхоз «Аламишинский».
В связи с 160-ти летним юбилеем классика лезгинской литературы Етима Эмина, село переименовано в Эминхюр в 1998 году.

## Население
| 1970  | 1989  | 2002  | 2010  | 2012  | 2013  | 2014  |
| ----- | ----- | ----- | ----- | ----- | ----- | ----- |
| 1372  | ↗1766 | ↗3402 | ↗3821 | ↘3753 | ↘3647 | ↘3570 |
| 2015  | 2016  | 2017  | 2018  | 2019  | 2020  | 2021  |
| ↘3514 | ↘3476 | ↘3374 | ↘3316 | ↘3276 | ↘3254 | ↘3215 |
| 2023  | 2024  | 2025  |       |       |       |       |
| ↘3175 | ↘3101 | ↘3070 |       |       |       |       |

Село является моноэтническим и на 99,9% состоит из лезгин.